# Chaigneau-Brasier

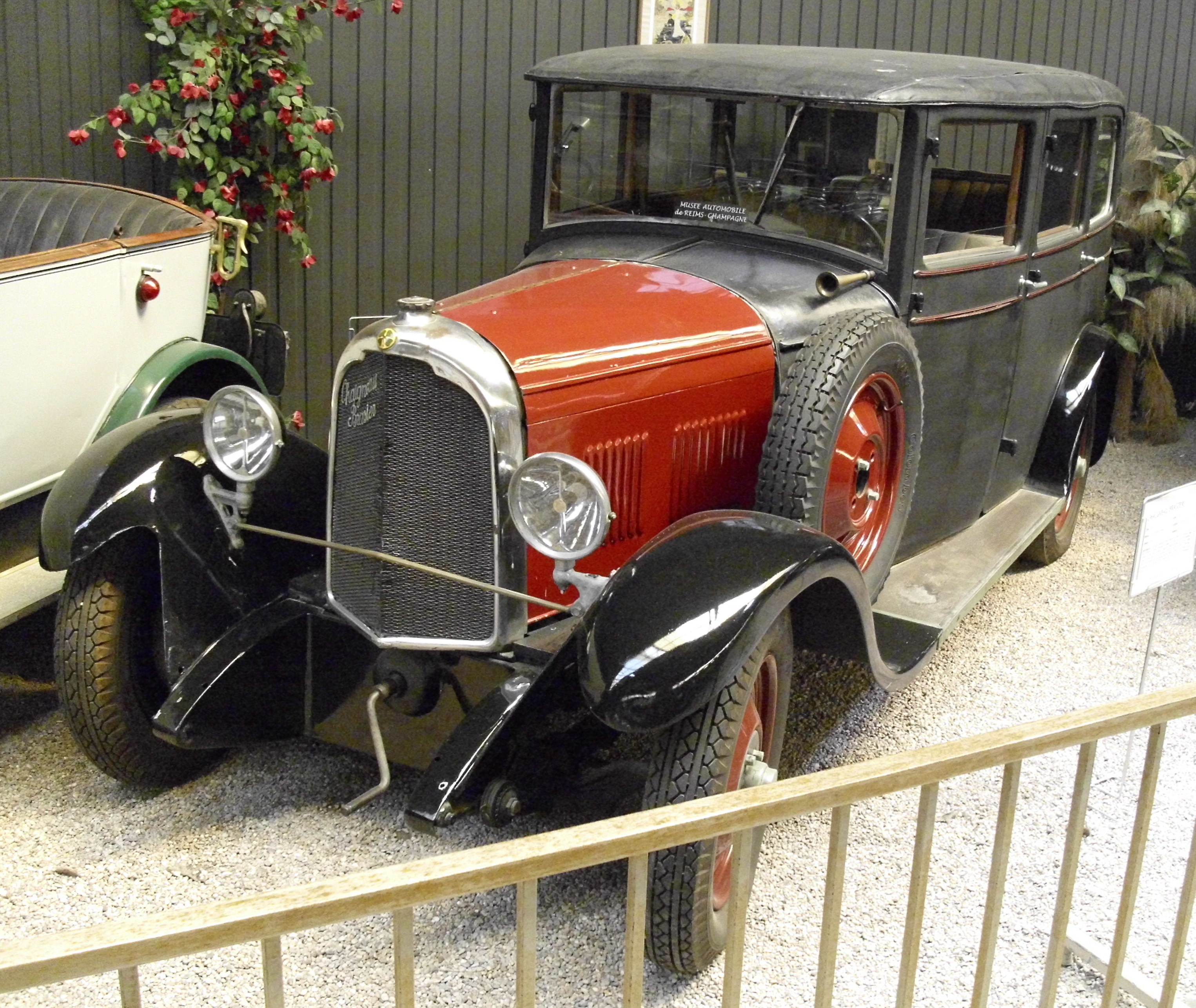
Chaigneau-Brasier von 1927

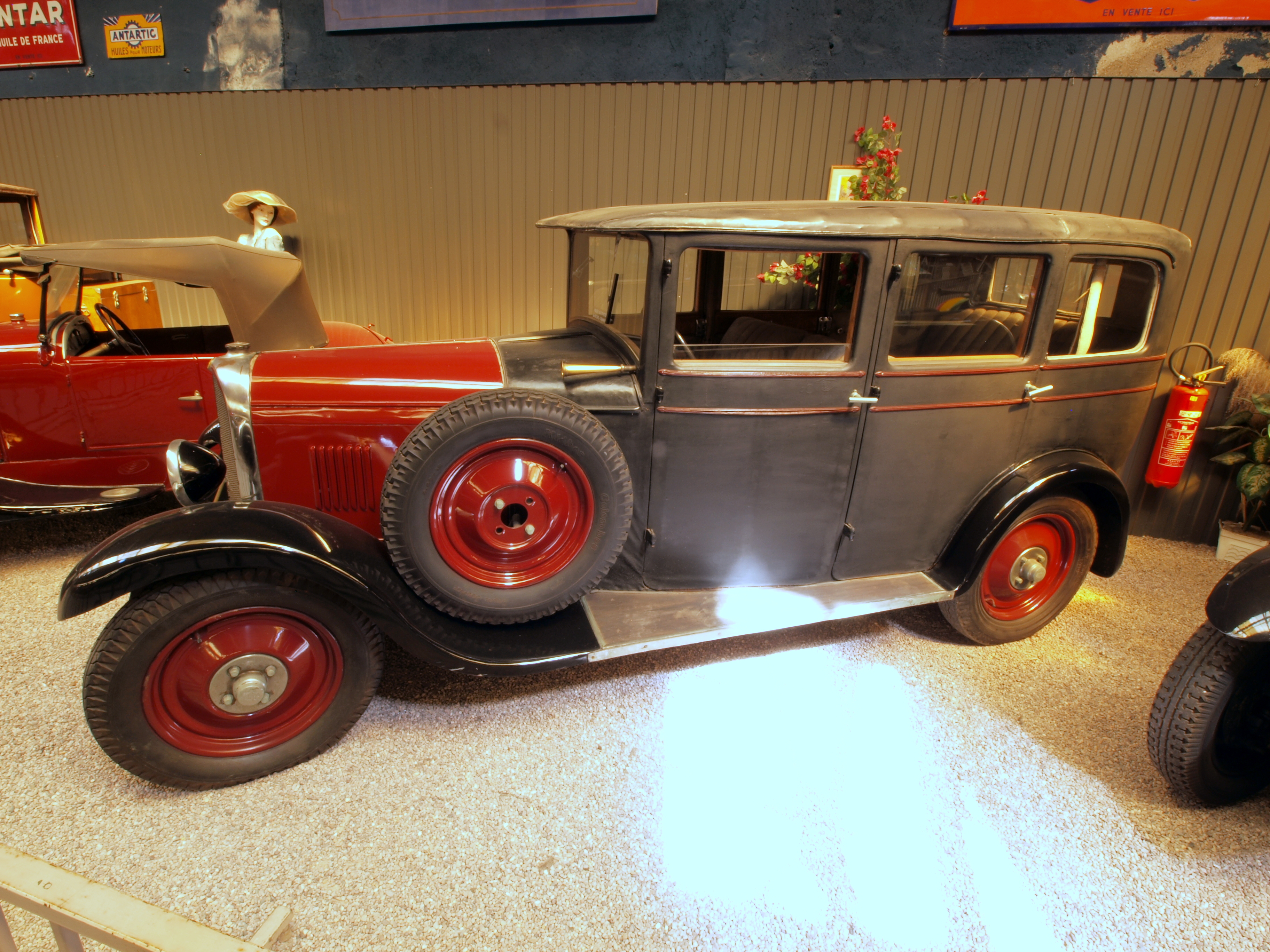
Chaigneau-Brasier von 1927

Die Société Chaigneau-Brasier war ein französischer Hersteller von Automobilen.

## Unternehmensgeschichte
Das Unternehmen aus Ivry-Port entstand 1926 als Nachfolgeunternehmen von Brasier zur Produktion von Automobilen dadurch, dass Brasier mit dem Fahrradhersteller Camille Chaigneau fusionierte. Der Markenname lautete infolgedessen jetzt Chaigneau-Brasier. Brasier hatte bislang Wagen der Ober- und Mittelklasse hergestellt, Chaigneau-Brasier wandte sich jetzt dem Kleinwagenbau zu, obwohl allgemein klar war, dass Kleinwagenbau sich nur rentierte, wenn diese am Fließband in großen Stückzahlen hergestellt und nicht – wie bei Chaigneau-Brasier noch Praxis – in Handarbeit gebaut wurden.
Chaigneau-Brasier verhandelte im Winter 1925/26 intensiv mit ZF in Friedrichshafen wegen des Einbaus des Soden-Getriebes in seine Automobile; vermutlich, um so ein Alleinstellungsmerkmal zu haben und seinen Kunden etwas Besonderes zu bieten. Ob diese Verhandlungen erfolgreich waren, ist nicht überliefert.
Die Absatzzahlen sanken, da Chaigneau-Brasier nicht so preiswert bauen konnte wie die Konkurrenz, von Jahr zu Jahr. Im März 1929 wurde ein Arrangement mit Automobiles Delahaye getroffen, wonach Delahaye die Produktionsstätten von Chaigneau-Brasier zur Produktion von Lastkraftwagen nutzen konnte. Nur so gelang es Chaigneau-Brasier, die mittlerweile völlig unrentabel gewordene Produktion von Kleinwagen fortzusetzen.
1931 endete die Produktion, die Fabrikanlagen wurden an Delahaye verkauft. Den von Brasier übernommenen LKW-Bau stellte Chaigneau-Brasier bereits 1928 ein.

## Fahrzeuge
Zum Pariser Autosalon 1925 wurde das Vierzylindermodell 9 CV, auch TD-4 genannt, vorgestellt, das ab 1926 in Serie ging. Der Radstand betrug 2,90 m. Die Bohrung betrug 68 mm, der Hub 100 mm, der Hubraum also 1453 cm³. Der Wagen sollte 32500 Französische Franc kosten (der etwa vergleichbare Peugeot 177BL wurde am Pariser Salon für 22430 Franc angeboten). Dieses Modell war als Tourenwagen und zweitürige Limousine erhältlich. 1929 wurde die Bohrung auf 70 mm vergrößert, der Hubraum maß jetzt 1545 cm³. Dieses Modell wurde bis 1930 gebaut und dann durch den Typ 10CV abgelöst. Es diente später Michel Irat als Basis seiner Fahrzeuge.
Zum Salon im Herbst 1926 wurde der Typ TE4, auch 6CV genannt, vorgestellt, die  Serie lief ab 1927. Er hatte ebenfalls einen Vierzylindermotor, 58 mm Bohrung und 90 mm Hub ergaben 950 cm³ Hubraum. Der Radstand betrug 2,70 m, der Kaufpreis betrug 19.000 Franc. Ab 1930 wurde die Bohrung auf 62 mm vergrößert, der Hubraum umfasste jetzt 1086 cm³, und das Fahrzeug hatte jetzt 7 Steuer-CV. In dieser Form wurde das Auto bis zum Firmenende 1931 gebaut.
1928 erschien ein Modell mit einem Achtzylinder-Reihenmotor mit OHC-Ventilsteuerung. Anfangs verfügte der Motor über 3000 cm³ Hubraum, später über 3490 cm³ Hubraum. Besonderheit war der Frontantrieb. Es blieb bei einem Prototyp.
Als Nachfolger des 9CV erschien zum Salon 1930 der 10CV: Er hatte den Motor des 9CV, jedoch einen von 2,90 m auf 2,75 m verkürzten Radstand. Viele werden bis zum Firmenende 1931 nicht gebaut worden sein.
Ein Fahrzeug dieser Marke ist im Musée Automobile Reims Champagne in Reims zu besichtigen.